# Olga Wariencowa
Olga Afanasjewna Wariencowa (ros. Ольга Афанасьевна Варенцова; ur. 8 lipca 1862 w Iwanowie-Wozniesiensku, zm. 22 marca 1950 w Moskwie) – rosyjska rewolucjonistka, radziecka polityk, historyk i działaczka partyjna.

## Życiorys
Słuchaczka moskiewskich wyższych żeńskich kursów Władimira Gerje, od 1884 działała w ruchu rewolucyjnym, 1898 wstąpiła do nowo powstałej SDPRR, prowadziła działalność partyjną w Iwanowie, Ufie, Woroneżu, Jarosławiu i Włodzimierzu. 1901-1902 była współorganizatorką „Północnego Związku Robotniczego”, 1904 skazana na zesłanie do guberni wołogodzkiej, 1905 zwolniona, 1906-1907 członkini Moskiewskiego Komitetu SDPRR, później organizacji wojskowej Petersburga, 1908 skazana na zesłanie do Wołogdy, 1910 zwolniona. 1911-1913 należała do grupy inicjatywnej odbudowy Moskiewskiego Komitetu SDPRR, wydawała bolszewicką gazetę „Nasz Put'”, 1914 ponownie skazana na zesłanie do Wołogdy, 1916 zwolniona. Od marca 1917 sekretarz Biura Wojskowego przy Moskiewskim Komitecie SDPRR(b), w listopadzie 1917 była w składzie Trójki Rejonu Miejskiego (Moskwa), 1919 członkini Wszechrosyjskiego Biura Komisarzy Wojskowych. Od 29 września 1919 do 1920 przewodnicząca Gubernialnego Komitetu RKP(b) w Iwanowie, od 1920 do marca 1921 sekretarz odpowiedzialna tego komitetu, 1921-1928 członkini Rady Instytutu Historii Partii przy KC RKP(b)/WKP(b), od 2 kwietnia 1922 do 17 kwietnia 1923 członkini Centralnej Komisji Kontrolnej RKP(b). Pracowała w Instytucie Marksa-Engelsa-Lenina przy KC WKP(b). Odznaczona Orderem Lenina (8 marca 1933).